# Promised Land (film, 1987)
Pour les articles homonymes, voir Promised Land.
Pour plus de détails, voir Fiche technique et Distribution.
Promised Land est un film dramatique américain  tiré de faits réels réalisé et écrit par Michael Hoffman, sorti en 1988 aux États-Unis après avoir été projeté en 1987 au Festival du film américain de Deauville. Il met en scène le rêve américain à travers deux étudiants interprétés par Jason Gedrick et Kiefer Sutherland.
Principalement tourné à Reno dans le Nevada, Promised Land est la troisième réalisation de Michael Hoffman. Bien qu'il ait bénéficié d'une présentation dans trois festivals internationaux, Promised Land fut rejeté par la critique et peu apprécié par le public, tout comme les films précédents de son réalisateur, Privileged (1982) et Restless Natives (1985).

## Synopsis
Ce drame réaliste suit deux étudiants qui viennent d'obtenir leur licence, à Ashville dans l'Utah, une petite ville où les traditions restent très ancrées : Davey Hancock (Jason Gedrick), un joueur de basket-ball et Danny Rivers (Kiefer Sutherland).
Alors qu'ils souhaitaient plus que tout le devenir auparavant, ces deux étudiants vont être déçus de devenir adulte. Deux ans après avoir obtenu leur licence, la réalité détruit leur rêve ; alors que Davey gagne une bourse à son université pour jouer au basket-ball, il quitte son équipe et son école pour devenir simple policier. Bien qu'il fréquente toujours Mary, elle, de son côté, désire quitter Ashville, pour construire sa relation avec lui. Et, quand Danny, qui recherche toujours sa voie, revient voir Davey et Mary, il amène avec lui une surprise : Bev, une fille instable et droguée, à laquelle il s'est marié il y a peu à Las Vegas.
Ce film image le rêve américain, avec l'exemple d'Hancock et sa petite amie cheerleader, Mary (Tracy Pollan) et de Danny et sa femme psychotique, Bev (Meg Ryan).

## Fiche technique
- Titre : Promised Land
- Réalisation : Michael Hoffman
- Scénario : Michael Hoffman
- Production : Andrew Meyer, Robert Redford et Rick Stevenson
- Sociétés de production : The Oxford Film Company, Vestron Pictures (en) et Wildwood
- Sociétés de distribution : Vestron Pictures (en) et Lions Gate
- Musique : James Newton Howard
- Photographie : Alexander Gruszynski et Ueli Steiger (en)
- Montage : David Spiers
- Décors : Eugenio Zanetti
- Costumes : Victoria Holloway
- Pays d'origine : États-Unis
- Langue originale : Anglais
- Format : Couleurs - 1,85:1 - Dolby - 35 mm[2]
- Genre : Drame
- Durée : 110 minutes[1],[3]
- Date de sortie : 22 janvier 1988
- Lieux de tournage : Reno (Nevada) et Utah[4]

## Distribution
- Jason Gedrick : Davey Hancock
- Tracy Pollan : Mary Daley
- Kiefer Sutherland : Danny Rivers
- Meg Ryan : Bev Sykes
- Googy Gress : Baines
- Deborah Richter : Pammie
- Oscar Rowland : Monsieur Rivers
- Sandra Seacat : Madame Rivers
- Jay Underwood : Circle K Clerk
- Herta Ware : Madame Higgins
- Todd Anderson : Pat Rivers
- Dave Valenza : Glenn
- Theron Read : Harting
- Richard Matthews : Mel
- Cindy Clark : Vera
- Tony Kruletz : Charlie
- Ronald Reagan : Lui-même

## Autour du film

### Réception publique
Alors qu'il a été projeté au Festival de Deauville et au Festival de Sundance, Promised Land n'a pas remporté un franc succès auprès du public. En effet, ses recettes brutes ne s'élève qu'à 316 199 $ à la fin de sa durée d'exploitation. Il est par ailleurs classé 210e film de l'année 1988.
Promised Land est le troisième film en tant que réalisateur de Michael Hoffman. Il avait précédemment tourné Privileged en 1982 et Restless Natives en 1985. Ses deux précédents films n'avaient, eux aussi, reçu qu'un succès limité. Néanmoins, Promised Land bénéficie, pour la première fois dans la carrière du réalisateur, d'une projection dans plusieurs festivals internationaux, et marque le début de sa carrière à l'étranger. Il poursuivra alors avec Some Girls qui reçut le prix du film le plus populaire au Vancouver International Film Festival.

### Réception critique
Plus loin que la réception publique, la réception critique a été, en général, mauvaise. Le film est « maladroit » et « se perd dans son intrigue » selon le Washington Post et selon Variety, le film est « sans énergie ». Néanmoins, James Newton Howard et Meg Ryan réalisent de belles performances : on attribue au premier la création d'une « nouvelle ère de la musique » et la seconde « elle s'en sort très bien » en dépit d'un rôle complexe.
Voici la critique de Rita Kempley publiée dans le Washington Post :

« Malheureusement, Promised Land se perd dans son intrigue à l'instar d'un Séraphin déchu […] : une production si modeste. Non pas qu'elle soit sans grandeur — comme la vue du Manifeste de la Destinée photographiée par Ueli Steiger et Alexander Gruszynski. Heureusement, James Newton Howard crée une nouvelle ère de la musique de film, dont les séquences sont dignes d'une expérience religieuse. »

Dans le même journal, Desson Howe publie :

« Le film de Michael Hoffman sur le rêve américain est une collection de clichés tirés de films tels que Hoosiers ou American Graffiti. […] Promised Land prend malheureusement une tournure mélodramatique — basé sur des faits réels — qui n'a pas l'impact voulu. Retranscrire une telle histoire à l'écran est une belle initiative qui marche quelquefois mais pas là. […] Le requiem d'Hoffman pour de jeunes espérances est, bien que maladroit, sincère. »

Et enfin, voici la critique qu'a publié Variety :

« Promised Land est un drame sur la classe moyenne américaine. […] Beaucoup de scènes sont tirées en longueur annulant la potentielle tension dramatique. […] Les acteurs se montrent trop sérieux mais sans énergie, mise à part Meg Ryan, dont le rôle lui demande d'être insouciante et sauvagement sexy, voire idiote, et dans lequel elle s'en sort très bien. »

### Bande originale
Albums de James Newton Howard
Femme de choc Russkies
Composée et produite par James Newton Howard, sous le label Private Music (en), la bande originale de Promised Land a été enregistrée aux studios Circle Seven Recording et Bill Schnee Studios, et distribuée en décembre 1987.
Petite et intime, Promised Land pourrait être considérée comme la première composition de qualité de James Newton Howard. Elle marque aussi le début d'une collaboration avec le réalisateur Michael Hoffman, puisqu'ensemble, ils travailleront à nouveau sur Some Girls (1988), Le Don du roi (1995), Un beau jour (1996) et sur The Emperor's Club (2002).
Voici les différentes pistes de la bande originale (ASIN B000008JML), d'une durée de 43,51 minutes :
1. Plymouth Waltz
2. Winter Scene
3. Promised Land Suite
4. O Magnum Mysterium
5. Main Titles
6. Danny And His Dad
7. The Hot Springs
8. Circle K Shooting
9. Ice Skating
10. Telephone Call
11. Bev Cuts Danny's Hait
12. Leaving Knolls
13. 3/4 n°1
14. Dreams And Promises

## Distinctions
- 1987 : Nommé au Prix de la critique au Festival de Deauville[14]
- 1988 : Nommé au Grand prix du jury dans la catégorie film dramatique au Festival du film de Sundance[15]
- 1989 : Nommé à l'Independent Spirit Award de la meilleure actrice dans un rôle principal[16]